# Acacia aucheri
Acacia aucheri é uma espécie de leguminosa do gênero Acacia, pertencente à família Fabaceae.